# Тумина, Яна Марковна
Я́на Ма́рковна Ту́мина (род. 27 апреля 1972, Ленинград) — российская актриса театра и режиссёр, неоднократный номинант и лауреат национальной театральной премии Российской Федерации «Золотая маска» и высшей театральной премии Санкт-Петербурга «Золотой софит». Уже в 17 лет она сыграла свои первые роли в театре «ДаНет» Бориса Понизовского. За главную женскую роль в его спектакле «Репетиции с Жаном и фрёкен Жюли» по пьесе Августа Стриндберга Яна Тумина была отмечена в 1994 году в Стокгольме на Бергмановском фестивале. Длительное время Яна Тумина активно сотрудничала с Максимом Исаевым и Павлом Семченко как актриса, соавтор спектаклей и режиссёр Русского инженерного театра АХЕ.
Яна Тумина училась на заочном отделении кафедры театра кукол Санкт-Петербургской государственной академии театрального искусства, а затем — в аспирантуре кафедры актёрского мастерства и режиссуры театра кукол СПбГАТИ. С 1996 года режиссёр начала преподавательскую деятельность в этом вузе. С 2009 года Яна Тумина работает в качестве независимого режиссёра. Она поставила спектакли на сценах крупных столичных и петербургских театров: в Театре на Таганке, на Новой сцене Александринского театра, в Большом театре кукол, в Малом драматическом театре — Театре Европы, в Большом драматическом театре имени Г. А. Товстоногова.
Целый ряд спектаклей режиссёра удостоился национальной театральной премии «Золотая маска». Она осуществила ряд социальных проектов, посвящённых детям с особенностями развития, а также сталинским репрессиям. Художественные критики крупных российских журналов отмечают уникальность творческого стиля Яны Туминой.

## Биография

### Детство и юность
Яна Тумина родилась 27 апреля 1972 года в Ленинграде, в семье художника Марка Хаимовича (Ефимовича) Тумина, принадлежавшего к так называемой эрмитажной школе. В детстве увлекалась поэзией Александра Пушкина, впоследствии она вспоминала, что над постелью у неё висел портрет поэта. В пять лет уже знала наизусть его сборник «Песни западных славян», но засыпала под чтение мамой «Евгения Онегина». Другим любимым автором девочки стал Эрнст Теодор Амадей Гофман. К творчеству прусского писателя-романтика Яну Тумину приобщил отец, его она относила к деятелям искусства, «которые стремились обрести свою Атлантиду, несмотря на мучительное несоответствие себя и системы, в которой жили». В одном из интервью Яна Тумина сказала, что её первым учителем в режиссуре был именно отец. Он рассказывал дочери о композиции и живописи, художественных образах. Когда они ездили на электричке от Ленинграда до Петергофа, где он около двадцати лет преподавал в художественной школе, отец делал наброски и беседовал с дочерью об искусстве.
Уже в 11 лет Яна Тумина приступила к занятиям в Экспериментальной театральной школе под руководством художественного руководителя Ленинградского ТЮЗа Зиновия Корогодского (ленинградский ТЮЗ в то время считался самым «авангардным цехом своей театральной эпохи»). В 17 лет сыграла свои первые роли в театре «ДаНет» Бориса Понизовского. Тумина вспоминала, что хотела заниматься драматическим театром, а куклы и маски, использовавшиеся Понизовским, были для неё чем-то завораживающим, но совершенно чужим. За главную женскую роль в спектакле «Репетиции с Жаном и фрёкен Жюли» по пьесе Августа Стриндберга Яна Тумина была отмечена дипломами на фестивалях в Санкт-Петербурге в 1991 году, а в 1994 году — в Стокгольме на Бергмановском фестивале.
Яна Тумина училась на заочном отделении кафедры театра кукол Санкт-Петербургской государственной академии театрального искусства (актёрско-режиссёрский курс Романа Виндермана и Михаила Хусида), а затем — в аспирантуре кафедры актёрского мастерства и режиссуры театра кукол СПбГАТИ.

### Работа в театре АХЕ
С конца 1990-х годов Яна Тумина активно сотрудничала с Максимом Исаевым и Павлом Семченко как актриса (например, играла роль Невесты попеременно с немецкой актрисой Барбарой Сейфорт в спектакле «Мокрая невеста», роль Женщины в спектакле «Пух и Прах», роль главной героини в спектакле «Белая кабина»), соавтор спектаклей и режиссёр Русского инженерного театра АХЕ. С 1999 года она вошла в состав этого театра. Позже Яна Тумина утверждала, что это был осознанный выбор: «пойти не в репертуарный театр, а оказаться в безумном авангарде среди художников и инженеров».
В 2003 году спектакль Инженерного театра «Белая кабина» получил две премии Эдинбургского фестиваля и Гран-при французского театрального фестиваля «Мимос». В 1999—2000 годах Яна Тумина выступила постановщиком спектаклей в Зальцбурге в «Toihaus Theater». Она поставила спектакли в различных городах России и в театрах Санкт-Петербурга. Зарубежная пресса с интересом следила за работами Яны Туминой в спектаклях Инженерного театра АХЕ. Спектакль, «Мария де Буэнос-Айрес» — постановка единственной оперы аргентинского композитора Астора Пьяццоллы, созданный Яной Туминой как режиссёром в театре Джулиано ди Капуа, был в числе претендентов на премию «Золотая маска» в сезоне 2007—2008 годов сразу в двух номинациях «Оперетта / Мюзикл / Спектакль» и «Оперетта / Мюзикл / Женская роль». В роли Марии выступила аргентинская певица Габриелла Бергалло. В спектакле также принимали участие чемпионы России по аргентинскому танго Наталья и Александр Бережновы, а также ансамбль «Ремолино».

### Педагогическая деятельность
С 1996 года Яна Тумина начала преподавательскую деятельность. В СПбГАТИ она работала вместе с такими мастерами, как Григорий Козлов и Сергей Черкасский, сама стала мастером калмыцкого курса, преподавала на курсе Руслана Кудашова в Большом театре кукол, как мастер выпустила русско-монгольский курс. Проводит мастер-классы на международных фестивалях и в городах России. В 2022 году Яна Тумина — доцент кафедры режиссуры и актёрского мастерства театра кукол РГИСИ, преподаёт следующие дисциплины: «Актёрское мастерство», «Режиссура и актёрское мастерство», «Исполнительская практика». Наиболее важными задачами в преподавании считает «научить… быть сострадательными, ответственными людьми-художниками и воспитать актёра, который может стать автором». О роли преподавания в своей жизни Тумина говорила: «Общение с молодым поколением заряжает меня энергией и помогает постоянно обновляться и по-новому соотноситься с традициями».

### Работа в качестве независимого режиссёра

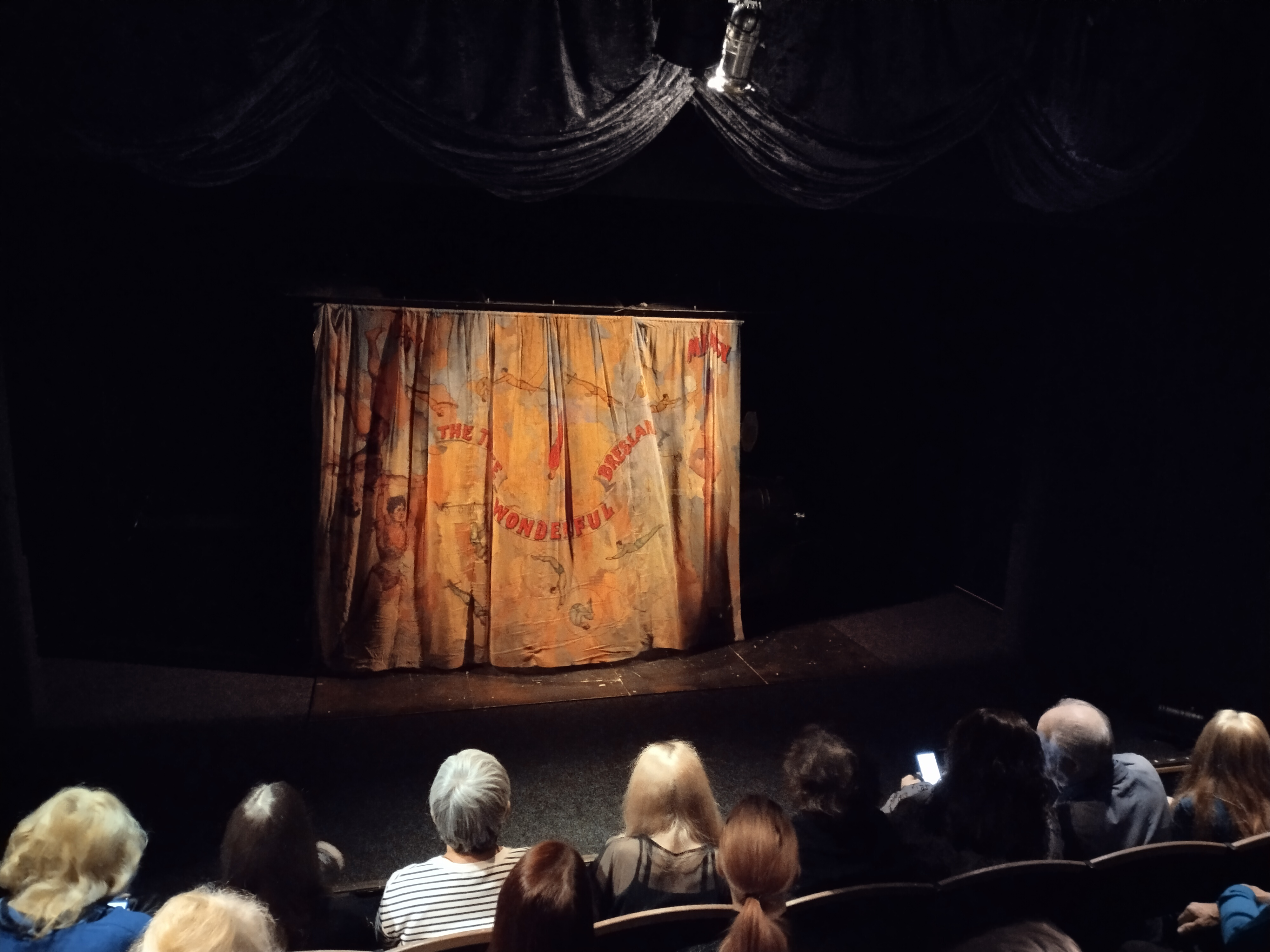
Сцена «Театра за Чёрной речкой» перед началом спектакля Яны Туминой «Трюк», 2022

С 2009 года Яна Тумина работает в качестве независимого режиссёра. Активно сотрудничает с театральным художником Эмилем Капелюшем и актрисой Мариной Солопченко. Режиссёр является автором ряда социальных проектов и спектаклей. Так, в Волгограде в театральном перформансе «Герои» в 2021 году приняли участие пять семей, в которых растут дети с особенностями развития. В течение пяти дней представление знакомило зрителей со внутренним миром каждой из пяти пар — мамы и её ребёнка. Перформанс сопровождали мультфильмы, созданные режиссёром Ксенией Поздняковой по рисункам школьников. В январе 2022 года в Санкт-Петербурге в лютеранской Петрикирхе Яна Тумина подготовила проект «MEMORIAE». Подвал и чаша бывшего бассейна, созданного в здании церкви в советское время, составляющие пространство «Катакомбы», где происходит действие спектакля, были расписаны художниками Адамом Шмидтом и Мэттом Лэмбом — их работы объединили память о жертвах сталинских репрессий и депортаций с темой веры, любви и надежды. В проекте «MEMORIAE» две части связаны с местом постановки. В подвалах Петрикирхе ключевым элементом стала земля («Это хтонический персонаж, который движется в пространстве, как хозяин, знающий, где что хранится, даже если это скрыто от глаз»), а в чаше бассейна обращение к личной памяти — «память проявляет себя через личные истории, которые становятся содержанием общей». Общая цель была заявлена как «погружение в память личную и общую, телесную и традиционную, социальную и историческую, сущностью которой мы все являемся».
В Театре «На Литейном» в 2018 году Тумина поставила совместно с исследовательницей блокады Ленинграда Наталией Соколовской спектакль «Гекатомба. Блокадный дневник». Он основан на дневниковых записях горожан, переживших блокаду, жанр спектакля — «документальная мистерия». Спектакль был удостоен высшей театральной премии Санкт-Петербурга «Золотой софит» в номинации Лучший спектакль на большой сцене.

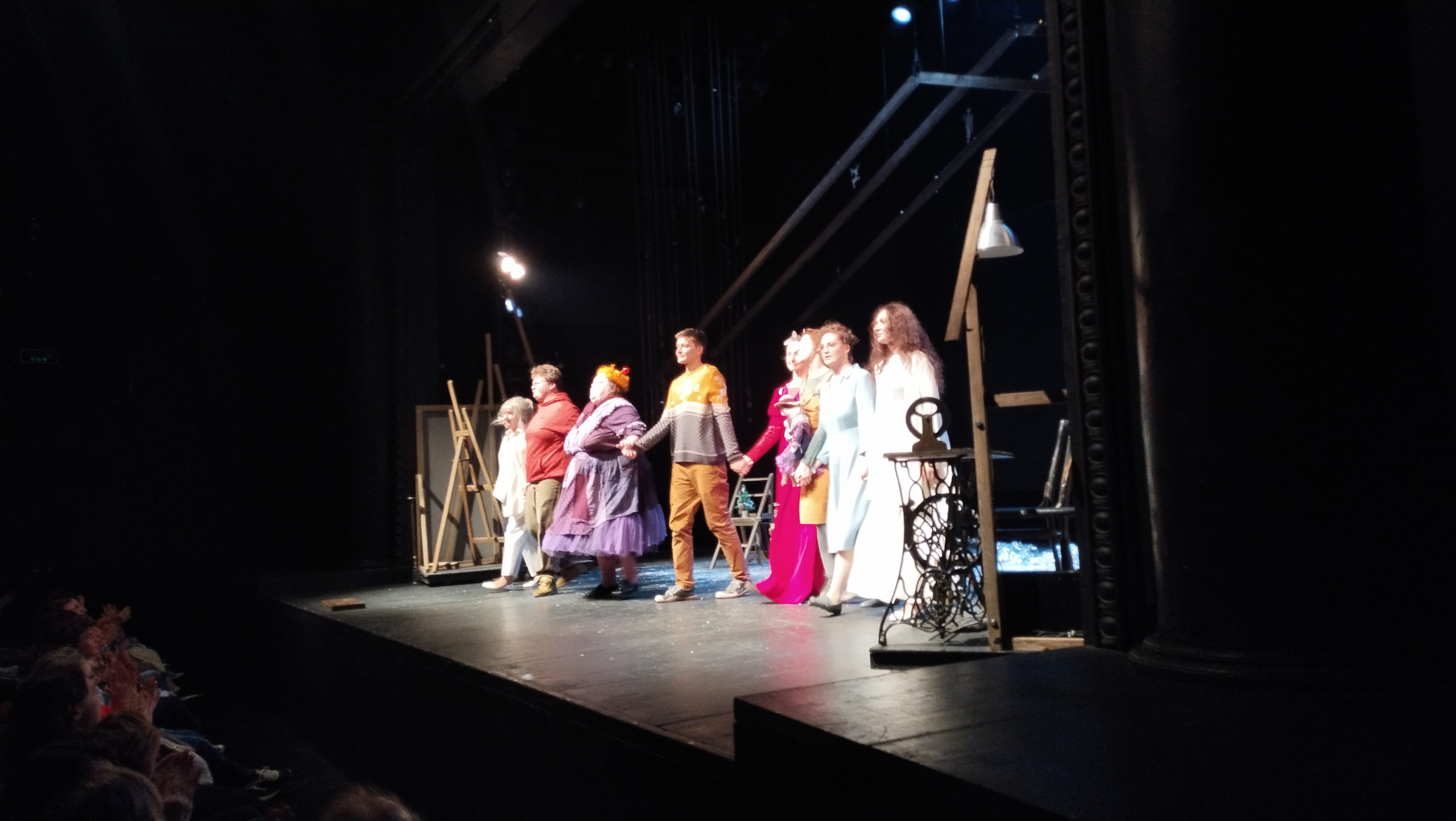
Артисты, занятые в постановке «Где нет зимы», перед благодарными зрителями после окончания спектакля 11 июля 2022 года

Высокую оценку театрального сообщества получили спектакли, поставленные Яной Туминой в 2010-е и 2020-е годы на сцене крупных петербургских театров. Она даже стала лауреатом городской премии «ТОП50. Самые знаменитые люди Петербурга 2019». В Малом драматическом театре — Театре Европы режиссёр поставила спектакль «Где нет зимы» по мотивам повести Дины Сабитовой. Он представляет собой ряд событий из жизни детей 8 и 13 лет: «первую влюблённость, дружбу, потерю близких, жизнь в детдоме и обретение семьи». Как отмечала обозреватель журнала «Сцена» Елизавета Рогинская, спектакль посвящён духовному сиротству и одиночеству, силе созидательной любви, способен заставить задуматься над серьёзными проблемами. В 2022 году в этом же театре состоялась премьера спектакля Туминой «Будь здоров школяр». В основе спектакля лежала одноимённая повесть Булата Окуджавы. Режиссёр определила жанр постановки как саунд-драму, так как в ней звук — одно из главных выразительных средств. Художественный критик Елена Алексеева писала: «Яна Тумина и её команда нашли в Булате Окуджаве классика и друга». На сцене Большого драматического театра имени Г. А. Товстоногова режиссёр поставила интерактивный спектакль-экскурсию для подростковой аудитории «Театр изнутри». Под руководством профессионалов в этом спектакле дети пробуют себя в театральных профессиях: костюмер, бутафор, гримёр, звукооператор, осветитель и актёр. В конце экскурсии они представляют собственный спектакль для родителей.

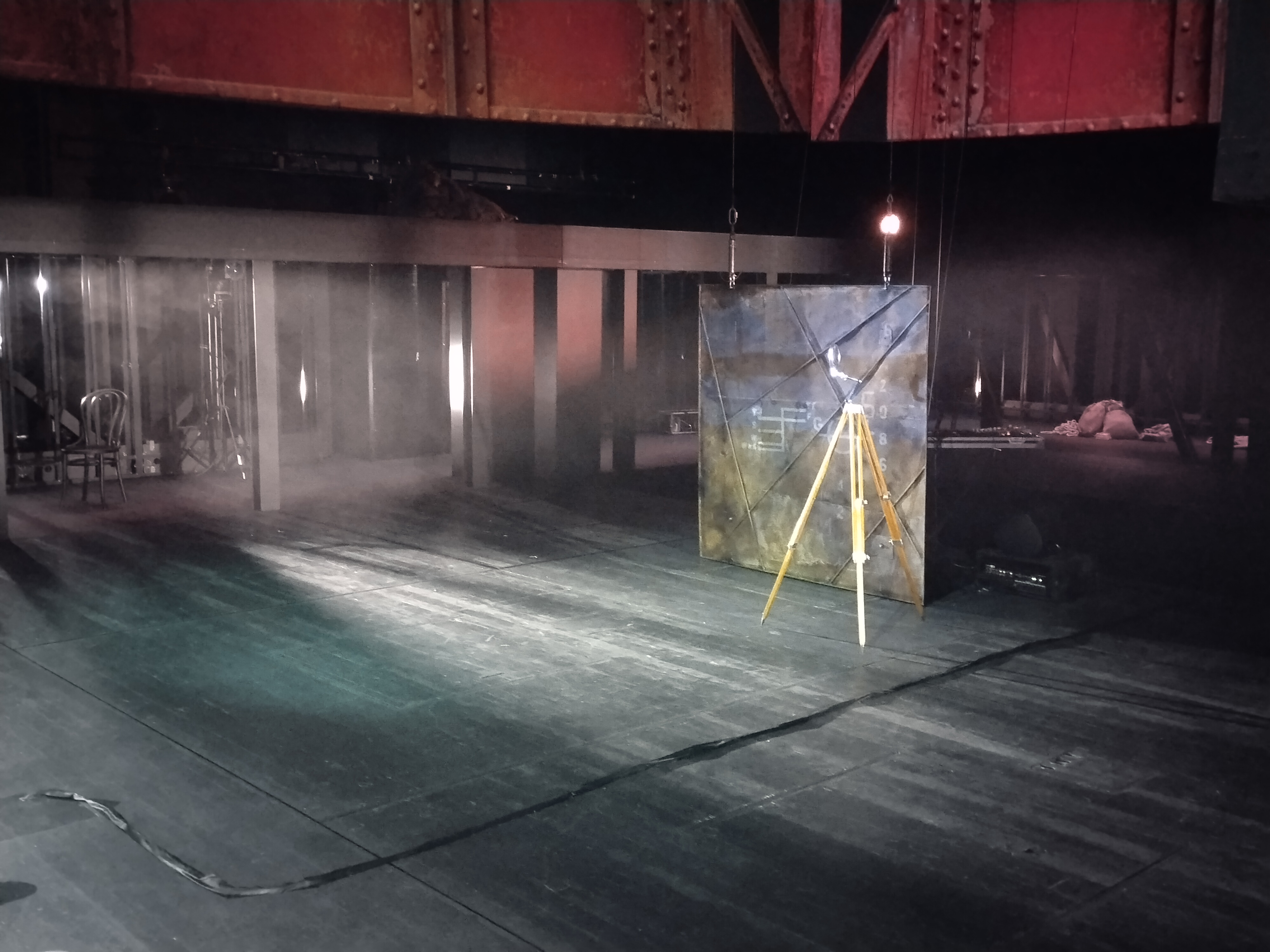
Декорации спектакля «Живой». Новая сцена Александринского театра, 2022

На Новой сцене Александринского театра Яна Тумина представила зрителям спектакль «Живой», в основе которого лежит биография Петера Фройхена. Герой его — бывший студент-медик, который постоянно оказывается в экстремальных ситуациях после того, как неожиданно для близких покидает светский Копенгаген и отправляется в одиночную экспедицию в Гренландию. Он, по словам кандидата искусствоведения Алексея Гончаренко, одновременно элегантен и нелеп, меняет повествование с первого лица на третье, когда сам удивляется ситуациям, в которые попадает. Жанр спектакля определён как «покадровая биография в концертном исполнении». Действие на сцене сопровождает видео — три экрана, образующие полукруг над ней.

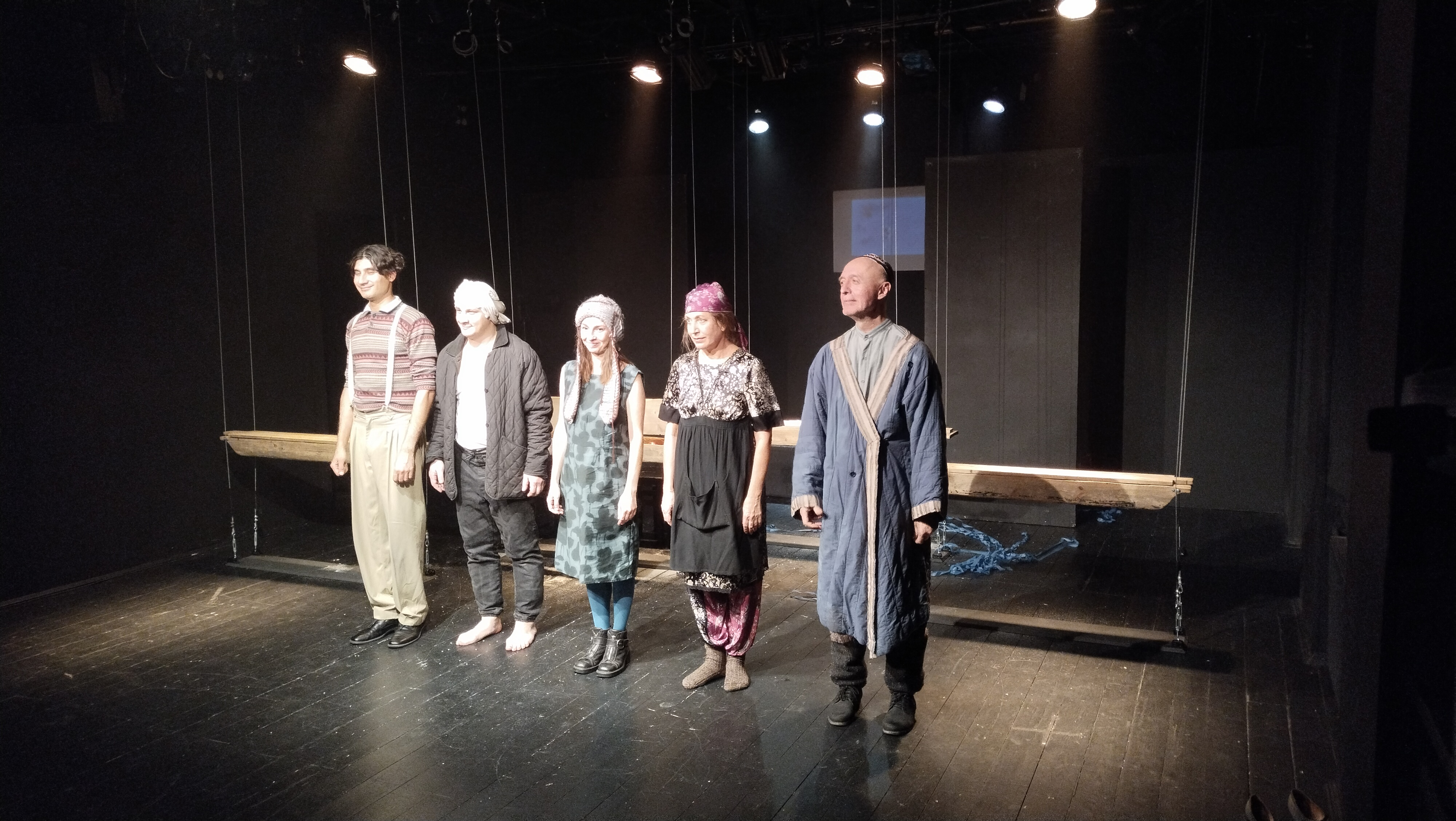
Выход на бис артистов, занятых в спектакле «Польвероне» («Солнечная пыль») на сцене Большого театра кукол, 2022

В 2011 году в Большом театре кукол Яна Тумина поставила спектакль «Сто оттенков синего», в котором почтальонша-идеалистка зачитывается чужими историями на почтовых открытках. Она встречается в интернет-сети с циничным модератором, влюбляется в него и улетает вместе с ним на голубом аэростате. В это время куклы разыгрывают фантазию о жизни неродившегося ребёнка Амедео Модильяни. На Малой сцене Большого театра кукол Яна Тумина поставила спектакль «Джинжик». В его основе реальная история. В 2011 году бразильский каменщик нашёл в море около Рио-де-Жанейро вымазанного нефтью и обессилевшего пингвина, отмыл его, выкормил, назвал Диндимом и отпустил в море. Пингвин стал возвращаться каждый год, проплывая ради встречи 8000 километров. По словам театрального критика, кандидата искусствоведения Ирины Селезнёвой-Редер, режиссёр «разворачивает локальную историю до масштабов притчи о судьбах замученной Вселенной, и переносит происходящее в посттехнологичное будущее», «ставит фактически политический спектакль о свободе внутри несвободы». Ещё один спектакль Яны Туминой на сцене Большого театра кукол — «Polverone» или «Солнечная пыль», поставленный на Малой сцене на основе новелл из «Семи тетрадей жизни» итальянского сценариста и писателя Тонино Гуэрра. По словам театрального критика, спектакль ближе к изобразительному искусству, чем к театру. Каждый эпизод спектакля — «небольшое, вписывающее в мирок проживающих там наивных героев парадоксальное чудо или абсурдное превращение».
Ряд постановок был осуществлён Яной Туминой на сцене столичных театров. На основной сцене Театра на Таганке в 2019 году прошла премьера спектакля «Эффект Гофмана». В его основе письма, дневники и произведения немецкого писателя и музыканта, а также созданный, но так и не осуществлённый Андреем Тарковским сценарий фильма «Гофманиана». Режиссёр посвятила спектакль своему отцу — живописцу и графику. Она охарактеризовала постановку как «посвящение художнику, который находится во власти и зависимости от своего тяжёлого дара, неприкаянности и алкоголизма». В спектакле отсутствуют сюжеты из сказок писателя, но звучат фрагменты из его других произведений, писем и дневников.
Целый ряд спектаклей Тумина поставила на сцене небольших государственных и частных театров Санкт-Петербурга. Среди них спектакль «Трюк» в театре «За Чёрной речкой» по повести Эрика-Эмманюэля Шмитта «Оскар и Розовая дама».
В октябре 2023 года зрители увидели новый спектакль Яны Туминой на Малой сцене Большого драматического театра имени Г. А. Товстоногова «Ау» — инклюзивный спектакль-лабораторию, в котором наряду с профессиональными актерами участвуют молодые люди с расстройством аутистического спектра

## Личная жизнь

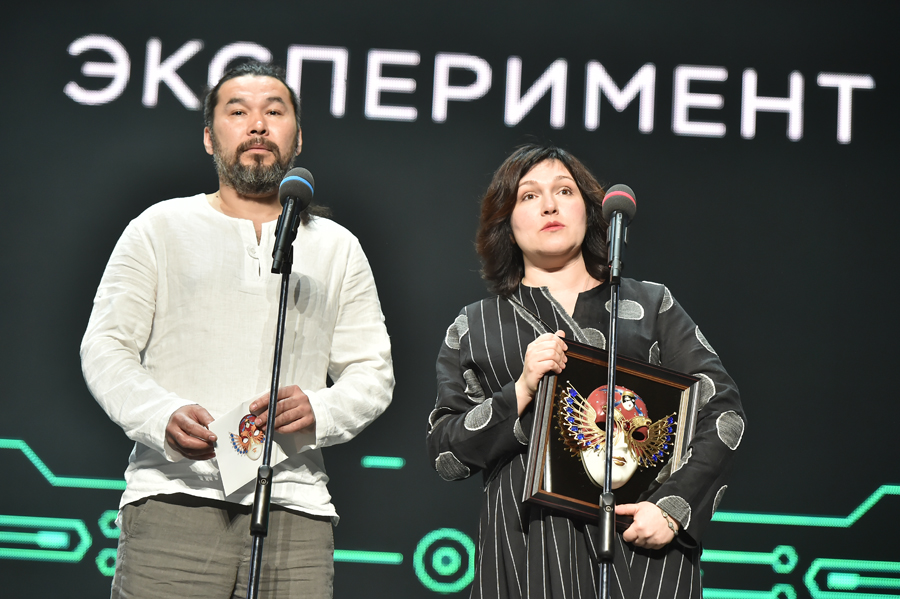
Александр Балсанов и Яна Тумина, 2018 год

Первым мужем Яны Туминой (1994) был художник Егор Харитоненко. Венчание прошло в церкви Рождества Иоанна Предтечи на Каменном острове. Спустя три месяца Харитоненко был убит. Второй муж — актёр театра и кино, театральный педагог и музыкант (исполнитель горлового пения) Александр Балсанов. В спектакле «Я Басё» он стал сорежиссёром, педагогом, работавшим с детьми, занятыми в представлении, проводил тренинги. Актёр, который должен был играть роль главного героя, уехал в Монголию, Александр Балсанов взял на себя исполнение его роли. Он родился в Бурятии в многодетной семье таёжного охотника, окончил факультет театра кукол Санкт-Петербургской государственной академии театрального искусства по специальности «Актёр театра кукол» в 2002 году.
В семье четверо детей. Режиссёр признавалась, что дети ревнуют её к театру, и заветной мечтой Яны Туминой является раз в месяц водить их в Эрмитаж, но «накануне похода или кто-то заболел, или всем просто хочется поваляться в обнимку в кровати, или просто пойти погулять». Один из детей — с особенностями в развитии. «Я своего ребёнка никогда не вожу в сообщество (людей с ограниченными возможностями здоровья), только туда, где смешанная публика. Но начинать надо с узкого круга, а самый ближний круг для ребёнка — это мама», — утверждает Яна Тумина.
О своём круге общения Яна Тумина говорит: «друзья у меня — художники и поэты в большем числе, чем режиссёры и актёры. И эта художественная среда остаётся, она меня больше питает, чем актёрская среда». Себя саму режиссёр называет «рефлексирующим эгоцентриком и оптимистичным фаталистом».

## Известные спектакли

Логотип «Золотая маска»

Много раз Яна Тумина была номинирована на национальную театральную премию Российской Федерации «Золотая маска». Пять спектаклей, поставленных Яной Туминой, получили эту награду в разные годы:
- «Sine Loco» (с лат. — «Без места»[37]). Совместный спектакль Инженерного театра АХЕ и театра «Арена» (Эрланген, Германия)[37] — победитель в номинации «Новация», 2003 год[38]. Режиссёры — Яна Тумина, Максим Исаев, Павел Семченко[37]. В основе спектакля лежал миф об Ариадне, который пересказывался на ломаном английском языке с синхронным переводом и «с привлечением для большей ясности игрушечных солдатиков, банки огурцов и т. п.»[7]

Сама Тумина называла этот спектакль своей первой собственно режиссёрской работой в Инженерном театре АХЕ. Она подбирала девять актёров для данного проекта и работала с ними. Поджимали сроки постановки спектакля — всего за неделю следовало сделать 14 сцен. Актёрский состав был интернациональным — германо-российским, для зрителей в зале было отведено только 60 мест, по словам критика, в постановке присутствовала «сложносочинённая сценография, некое подобие сюжета». Программка, отпечатанная для спектакля, сообщала зрителям, что им предстоит отправиться в путешествие по критскому циклу древних греческих мифов: о Пасифае и Минотавре, о Тезее и Ариадне, о Дедале и Икаре. Либретто было создано в духе оперного примитива и «изобиловало пародийными подсказками-мистификациями». Театральный критик, кандидат искусствоведения Татьяна Джурова писала: «актёры, подобно участникам архаического ритуала или маскам Но, снабжённые крайне скупым арсеналом выразительных средств, прилежно осуществляют порученные им функции».

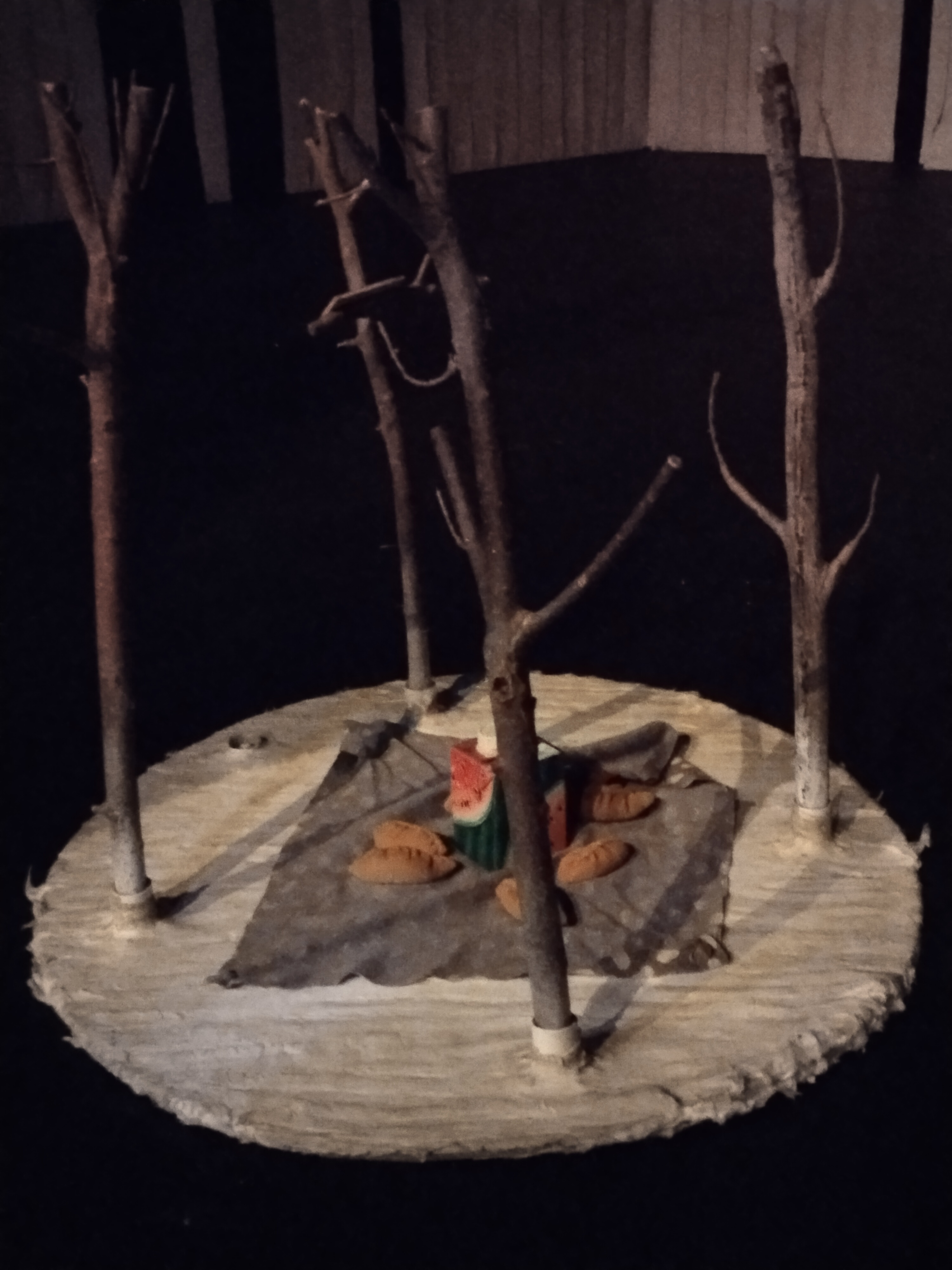
Фрагмент декорации спектакля «Колино сочинение», октябрь 2022

- «Колино сочинение» по мотивам книги Сергея Голышева «Мой сын — даун» (по стихам и сказкам мальчика Коли — сына автора книги). Спектакль продюсерского центра «КонтАрт» и театра «Кукольный формат», Санкт-Петербург. Победитель в номинациях: «Лучший спектакль в театре кукол», «Лучшая работа актёра» (Анна Сомкина, Александр Балсанов), 2017[39][40].

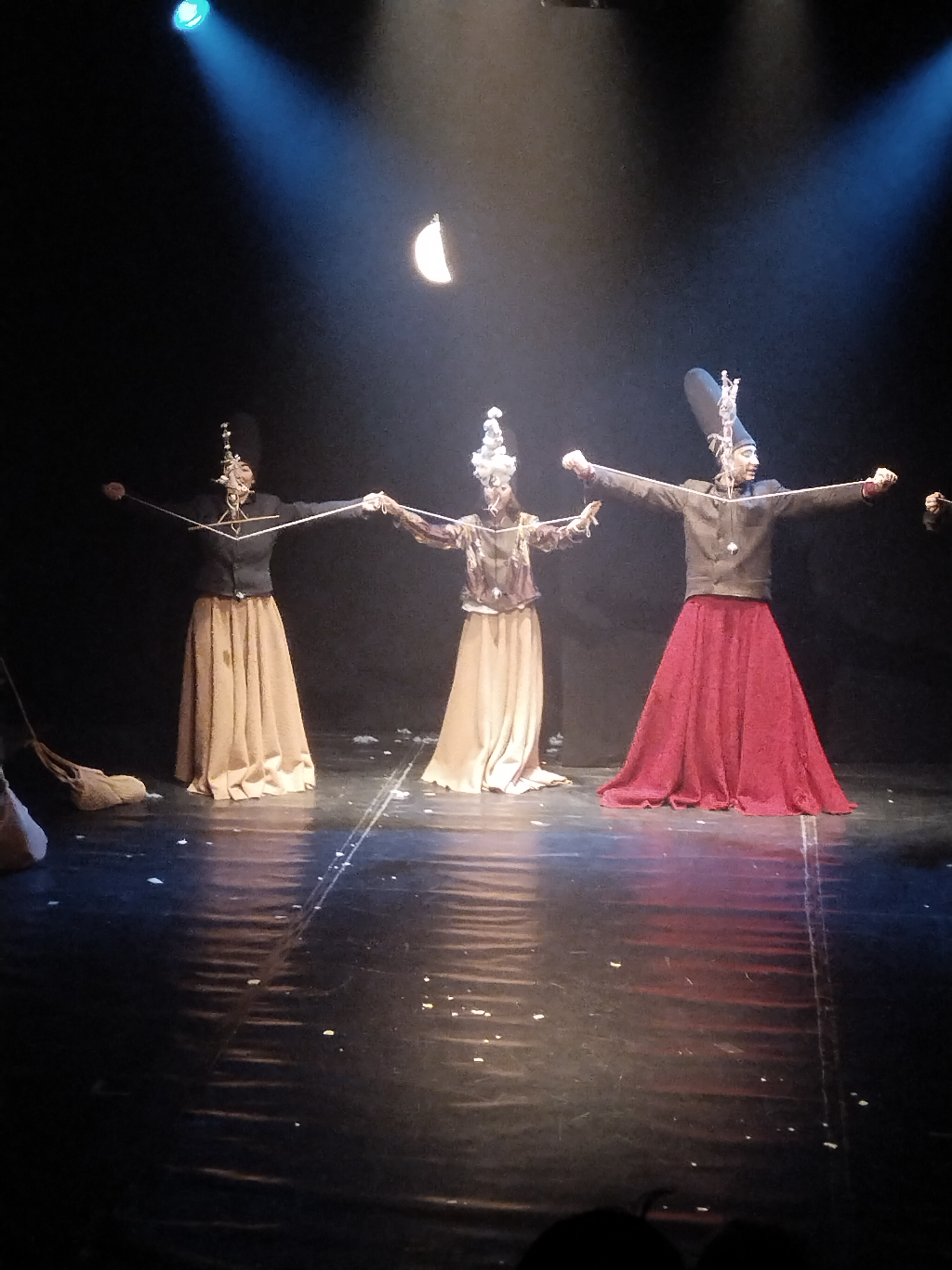
Сцена из спектакля «Деревня канатоходцев». Театр «Открытое пространство», 2022

Главный герой, страдающий тяжёлым заболеванием, «изучает мир и тут же участвует в его творении. Мир Коли, озвученный в спектакле его стихами и его размышлениями о дожде, небе, одиночестве, о своей „пуховой голове“, которую гладит папа, прирастает здесь образами, взятыми из наивной наскальной живописи». Коля творит ещё одно чудо — девочку Варю. Правда, она существует только в воображении самого мальчика, но Колина любовь к ней «такая большая и настоящая, что девочка Варя (так и не обнаруженная папой в детском саду) материализуется в спектакле такой же белотелой куколкой с гладкими чёрными волосами».
- «Я Басё». Постановка Яны Туминой в театре «Упсала-Цирк» (Санкт-Петербург). Победитель в номинации: «Лучший спектакль в эксперименте», 2018 год[41].

Театральный критик, аспирант театроведческого факультета РГИСИ Юлия Осеева охарактеризовала спектакль как «впечатление, лёгкий, воздушный, невесомый», запоминающийся «кадрами, как диафильм». В нём заняты профессиональные театральные артисты, «хулиганы» из основной труппы «Упсала-Цирка» и дети с особенностями развития из группы «Лямуры». В спектакле нет сюжета, это — спектакль-размышление, в котором каждый участник «являет зрителям себя самого… как поэта, инструментом которого является не слово, а движение, ощущение». Спектакль был создан на стыке культур — если костюмы артистов ассоциируются с одеждой буддийских монахов, то их же шляпы подчёркнуто европейского покроя. В нём присутствуют вставные цирковые номера с элементами акробатики, брейк-данса под музыку, исполняемую ударными в сочетании с японской флейтой.
Осеева писала, что Яне Туминой в спектакле «Я Басё» «удалось воссоздать основные эстетические категории традиционной японской культуры — „моно но аварэ“ (красота с лёгким привкусом меланхолии, „печальное очарование вещей“), „югэн“ (сокровенная красота, требующая неспешного созерцания, отрешённости от мира суеты), „магокоро“ („правда“ и „правдивое сердце“: только то, что идёт от сердца, — подлинная поэзия)».
- «Деревня канатоходцев». Спектакль Театральной компании «Открытое пространство» (Санкт-Петербург). Он стал лауреатом премии «Золотая Маска» 2019 года в номинации «Лучшая работа художника»[43]. В основе спектакля лежит история о горном ауле, в котором невеста становится женой только после того, как пройдёт к возлюбленному по канату над глубоким ущельем. Декорации аскетичны: они выполнены из неструганных досок и камней, верёвок и канатов, грубых тканей и войлока, даже луну изображает кусок лаваша, «взмывающий вверх на тоненьком тросике». Финал спектакля оптимистичен — к балансирующей на канате куколке-девушке подбегает юноша и несёт её на плече[44].

В спектакле используются разные типы кукол: крошечные без механических функций; с вытянутыми пропорциями, «миниатюрными головками и ручками-верёвочками»; «многофигурные» куклы, укреплённые на стержне с грузом; куклами по ходу действия становятся высокие колпаки на головах актёров, когда они превращаются в маски птиц — орла и филина.

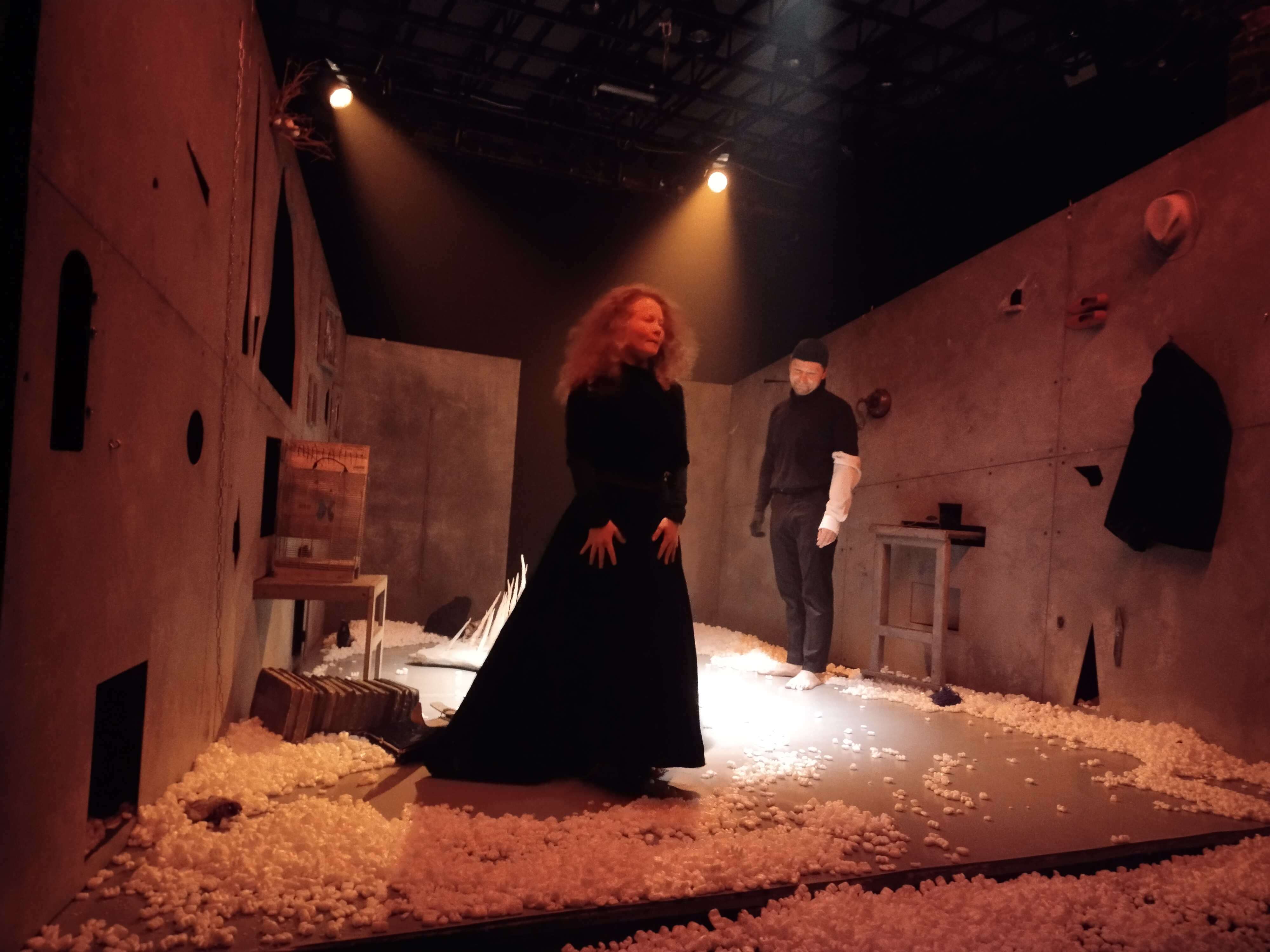
Актриса Алиса Олейник на фоне декораций после окончания спектакля «Комната Герды» в театре «Особняк», май 2022

- «Комната Герды» по сказке «Снежная королева» Ганса Христиана Андерсена. Совместная постановка театра «Особняк» и Театральной лаборатории Яны Туминой. Спектакль — обладатель «Золотой маски» в номинациях: «Лучшая работа режиссёра», «Лучшая работа актёра» (Алиса Олейник) в 2019 году[46].

Спектакль «Комната Герды» определён режиссёром как «лирический хоррор». Герда — не девочка, которую можно было бы ожидать в очередной интерпретации сказки Андерсена, а старуха с безглазой маской вместо лица. По выражению театрального критика: «Это Герда перед смертью или сразу после неё, одинокая, полубезумная, утратившая почти всё, что связывало её с жизнью». Трансформация сознания героини порождает реальность, понятную только самой Герде, но неподвластную ей. Предметы, находящиеся на сцене, существуют помимо сознания героини, возможно, находящейся в последней стадии болезни Альцгеймера. Обозреватель «Петербургского театрального журнала» отмечала «многозначность трактовок бытия Герды и самого спектакля» и «факт отсутствия… Кая. Кая нет, и неведомо, что с ним сталось». Алиса Олейник, исполняющая роль Герды, играет также бабушку, разбойницу, одновременно двух персонажей — Лапландку и саму Герду.

## Особенности режиссёрского метода
Доктор искусствоведения, ведущий сотрудник Государственного института искусствознания Виктор Берёзкин в книге «Искусство сценографии мирового театра» обращал внимание на то, что Яна Тумина получила классическое театральное образование, но это не помешало ей органично вписаться в новаторскую атмосферу современных режиссуры и актёрского искусства.
Давая ответ на вопрос об истоках своего творческого метода, Яна Тумина говорила, что на уровне мировоззрения и стремления к новаторству на неё большое влияние оказал Борис Понизовский (именно в его театре состоялось знакомство Туминой с Максимом Исаевым и Павлом Семченко), а на уровне фундаментальных основ (любовь к театру, понимание профессии) — Зиновий Корогодский. Большое влияние на творчество Туминой уже в зрелом возрасте оказали театральные постановки Эймунтаса Някрошюса, Алвиса Херманиса и Андрея Могучего. На вопрос об особенностях своего стиля Тумина ответила художественному критику журнала «Сноб»: «мой стиль — это театр художника, в котором размыты границы между перформансом, драматическим и кукольным театром».
Режиссёрские проекты Яны Туминой времён работы с Инженерным театром имели больше общего с изобразительным искусством, чем с литературой, драматургией или театром. Для них были характерны визуальные и пространственные эксперименты, игра со звуком, светом и словом. Использовались инсталляция, живопись и пантомима. Жесты исполнителей дополнялись «осязаемой вещью, которая заключает в себе метафорическую сущность этого жеста». Работа в Инженерном театре не подразумевала самостоятельной режиссёрской функции. Участники труппы сами придумывали, создавали, одевали своих персонажей.
Яна Тумина считает себя приверженцем предметного театра и почитателем метаморфоз. При этом она старается никогда не повторять свои постановки. Тумина готова радикально поменять уже продуманную трактовку спектакля после встречи с актёром и знакомства со сценическим пространством. О себе в профессии она говорит в интервью как о человеке «занудном, но мягком» — Тумина «осторожна» в процессе с актёрами, но требовательная в отношении организации постановочного процесса. По её мнению, «нужна всеобщая жертвенность в создании проекта».

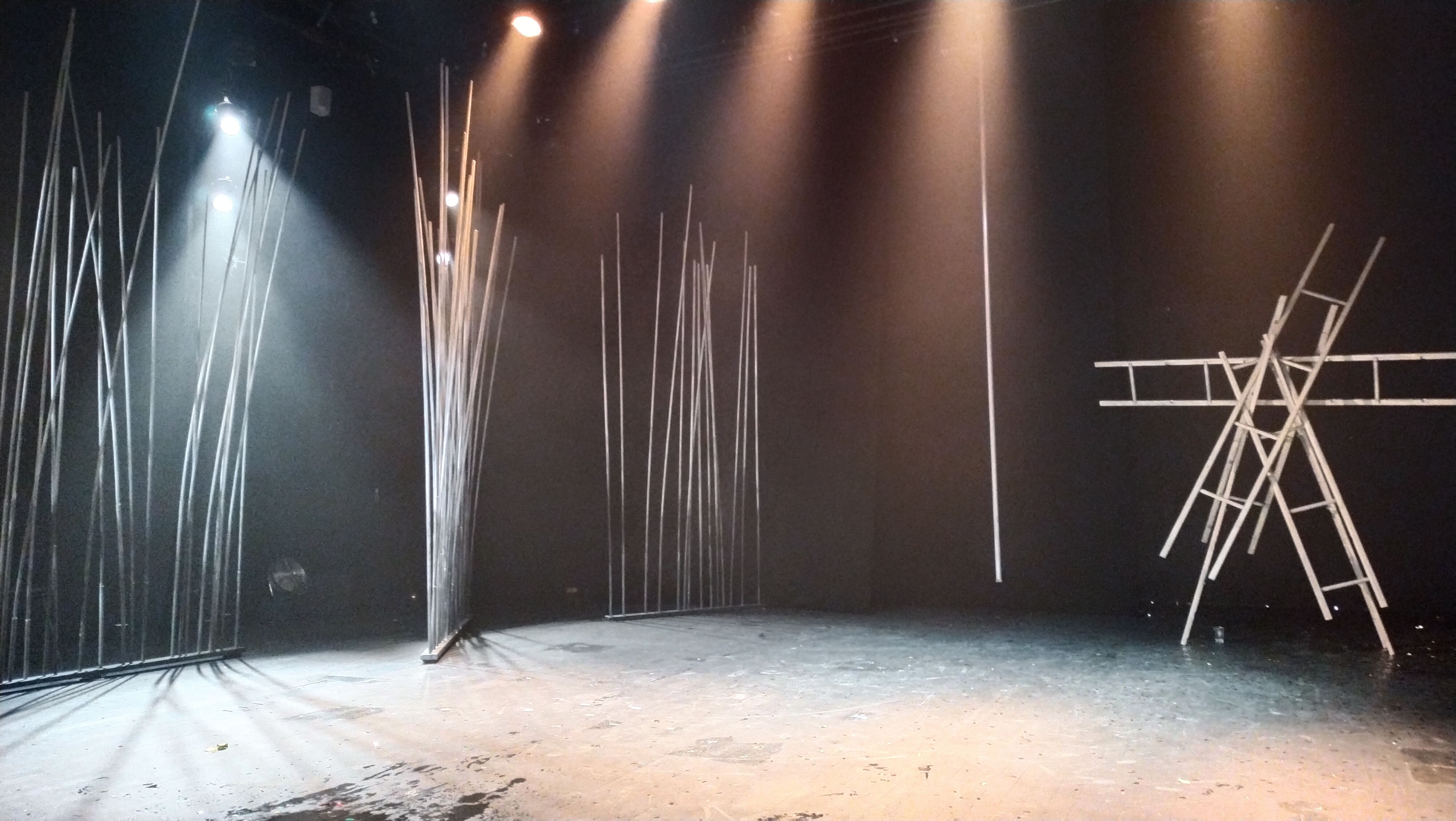
Спектакль Яны Туминой «Ау», Большой драматический театр имени Г. А. Товстоногова. Сцена после окончания спектакля

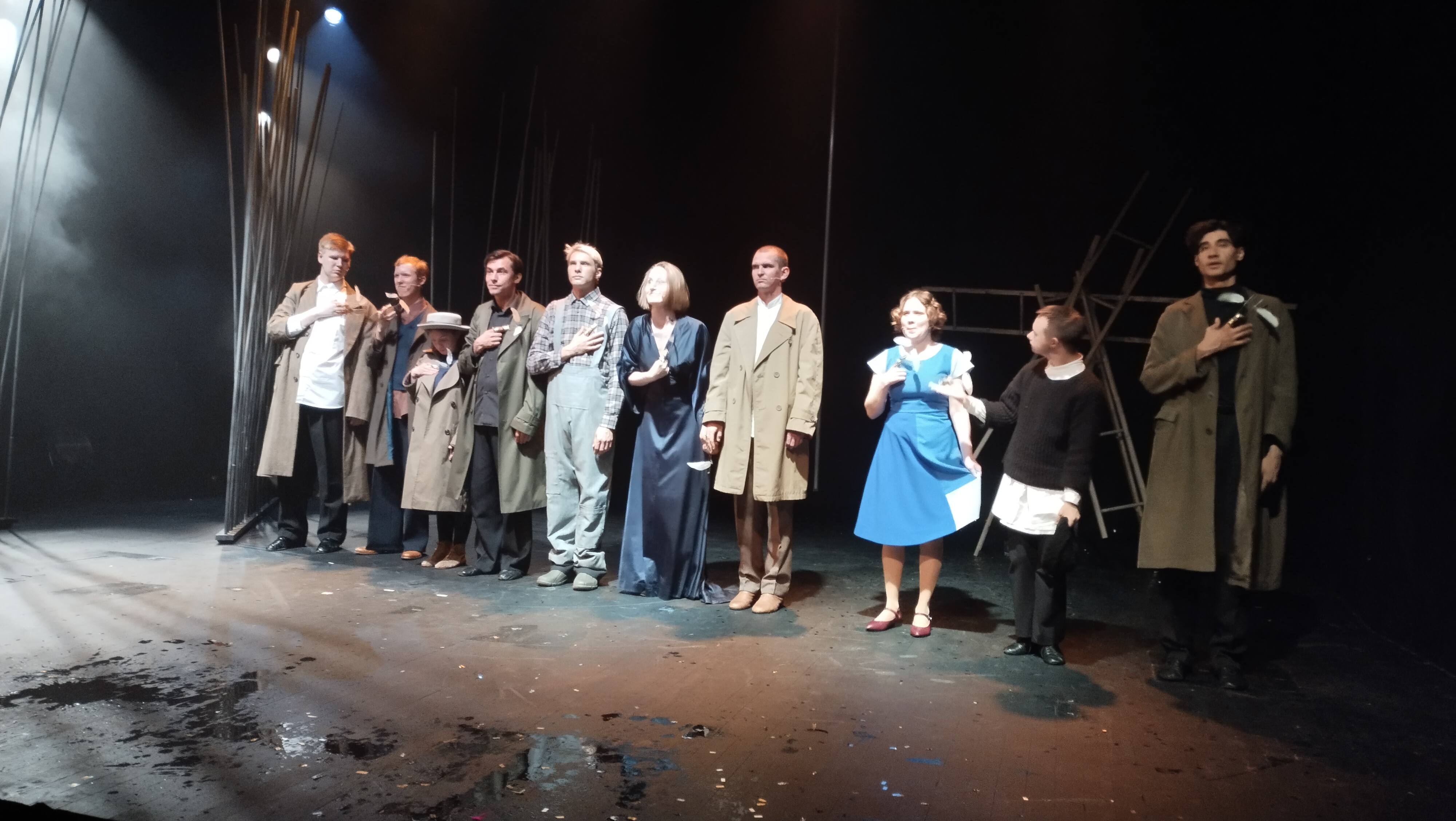
«Ау». Выход артистов с расстройством аутистического спектра на бис после окончания спектакля

Об оценке своего творчества театральным сообществом и награждении «Золотыми масками» режиссёр утверждала в интервью: «это важные и приятные вещи, это признание, которое тебе помогает двигаться в определённой реальности». Тумина утверждала, что сильно волнуется перед каждой работой в театре, поэтому общественное и профессиональное признание придаёт ей в этом дополнительную уверенность. Эксперт Российской национальной театральной премии «Золотая маска» и Высшей театральной премии Петербурга «Золотой софит» Евгений Авраменко отмечал у Туминой (по его словам, успешного и признанного коллегами режиссёра) неожиданные черты постановок последних сезонов: «трагическую хрупкость, щемящий лиризм, а порой и сентиментальность; интерес к странным, выброшенным на обочину, одиноким героям, тему болезни и близости смерти», «беззащитность маленького человека перед враждебным, полным опасностей миром».
В спектакле Тумина ценит ощущение катарсиса, который характеризует как «эмоциональное включение»: «неважно, пусть у зрителей будет раздражение или какое-то активное неприятие. В любом случае, это буря эмоций… И если нам есть от чего в течение этого часа получить волну такой эмоциональности, то это здорово… Для меня слёзы зрителя дороже аплодисментов». Себя она называет «режиссёром-педагогом», «режиссёром изобразительного театра» и признаётся, что, будучи актрисой, испытывала «бесконечное внутреннее недовольство собой». Ощущение внутреннего комфорта у неё появилось только с переходом к режиссуре. Туминой нравится работать с куклами, но называть себя режиссёром именно кукольного или драматического театра она не решается. Режиссёр сформулировала свою концепцию театра как «инженерно-поэтического», в котором «инженерное» начало выражено в «честном понимании спектакля как конструкции», поэзия же — в «смысловых связях действий и атмосфер, объектов и пластики».
Яна Тумина утверждает о профессии театрального режиссёра:

Мы работаем со временем, управляем воздухом, складываем сюжеты о любви и смерти, заходим на территорию боли и смеха, испытываем сострадание к созданным образам… ничего не будет, если нет этой вибрации, когда мы поражены, обрадованы друг другом. Безусловно — через труд, но если не для райского дела трудишься, то и не нужно даже начинать, тратить на это время, жизнь и здоровье. Потому что театр — он для счастья.— Мария Кингисепп. Режиссёр Яна Тумина: «Театр — это инструмент для спасения, понимания себя и других»
Кандидат искусствоведения Анна Константинова так оценивала творчество Яны Туминой в 2018 году в научном журнале «Вопросы театра»: «Молодой петербургский режиссёр [на тот момент Туминой исполнилось 46 лет] Яна Тумина сегодня — очень зрелый художник, преодолевший свою экспериментаторскую репутацию (что, разумеется, не отменяет для неё непрерывного поиска и обновления в творчестве)», «оказалась достаточно мудрой, чтобы не „сесть на приём“, а продолжить создавать от спектакля к спектаклю собственный оригинальный и узнаваемый поэтический язык». Творчество Туминой Константинова называла «одним из любопытнейших феноменов театрального времени», в работах режиссёра «баланс между текстом, образом, светом, пластикой, эмоцией, фактурой и музыкой… найден и закреплён».
Куратор программы «Детский Weekend» фестиваля «Золотая маска», пресс-секретарь Московского театра кукол Анна Казарина отмечала, что Яна Тумина не только работает на стыке жанров, «синтез — важная категория её театрального сознания». Спектакли Туминой балансируют «на границе между светом и тенью, реальностью и сном… Через личную пронзительную боль открывается выход в общий метафизический космос». Критик писала, что в 2020 году Театральная лаборатория, которой руководит режиссёр, должна была получить собственную площадку, однако осуществить это не удалось из-за пандемии COVID-19.